# Kanton Les Pavillons-sous-Bois
Der Kanton Les Pavillons-sous-Bois war von 1967 bis 2015 ein französischer Wahlkreis im Arrondissement Bobigny, im Département Seine-Saint-Denis und in der Region Île-de-France.
Der Kanton war 2,92 km² groß und hatte 18.420 Einwohner (Stand: 1999), was einer Bevölkerungsdichte von rund 6.308 Einwohnern pro km² entsprach. Er bestand aus der Gemeinde Les Pavillons-sous-Bois.